# جولیو سزار توربی ایالا
جولیو سزار توربی ایالا (Julio César Turbay Ayala)؛ (زاده ۱۸ ژوئن ۱۹۱۶ – درگذشته ۱۳ سپتامبر ۲۰۰۵) یک وکیل لبنانی‌تبار کلمبیایی بود که از ۱۹۷۸ تا ۱۹۸۲ به عنوان رئیس‌جمهور کلمبیا خدمت کرده‌است. او همچنین مقام‌های وزیر خارجه و سفیر کلمبیا در ایالات متحده آمریکا و ایتالیا را به عهده داشت.